# George James Hopkins
George James Hopkins (Pasadena, 23 de março de 1896 — Los Angeles, 11 de fevereiro de 1985) é um diretor de arte estadunidense. Venceu o Oscar de melhor direção de arte em quatro ocasiões: por A Streetcar Named Desire, My Fair Lady, Who's Afraid of Virginia Woolf? e Hello, Dolly!.